# سلمى ماير
سلمى ماير (بالهولندية: Selma Meyer)‏ هي ناشِطة هولندية، ولدت في 6 يوليو 1890 في أمستردام في هولندا، وتوفيت في 11 فبراير 1941 بسبب التهاب البريتون.

## نشأتها وعملها
ولدت سلمى لعائلة يهودية في أمستردام، والدها هو موريتز ماير (1865-1906)، ووالدتها هي صوفي ماير فيليبس (1868-1955) قريبة مؤسسي مصنع فيليبس للمصابيح الكهربائية، والذي أصبح فيما بعد شركة فيليبس ومقرّها في أيندهوفن. بدأت العمل في سن ال 18 وكانت خلال السنوات العشر الأولى خبيرة في الكتابة السيتنوغرافية. في عام 1923 استحوذت مع أنيت موناش على مكتب هولندا للطباعة (HTO)، وهو شركة كانت تقدّم خدماتٍ في مجال الطباعة والنسخ، فضلاً عن كونه واحدًا من أوائل وكالات التوظيف في هولندا، حيث قامت بتوفير مطبوعات ستينوغرافية مختصرة، ثم باعت فيما بعد الآتِ الكتابة.

## انخراطها المجتمعي
في عام 1923، أصبحت ماير عضوًا في اتحاد النساء السلميّات؛ وهو الفرع الهولندي للرابطة الدولية للمرأة من أجل السلام والحرية، والذي أصبحت تعملُ سكرتيرةٍ به. وكان الرئيسةُ حينها هي كورنيليا راموندت-هيرشمان. وفي ثلاثينات القرن الماضي، عملت ماير في لجان مختلفة، منها لجان لمساعدة وإغاثة اللاجئين الألمان الشباب وضحايا الحرب الأهلية الإسبانية. وشاركت في لجنة فوبرتال وساعدت في دعم المقاومة في ألمانيا.
كانت ماير عضوةً في حزب العمال الديموقراطي الاجتماعي (بالهولنديّة: Sozialdemokratische Arbeiterpartei Deutschlands) من عام 1930 حتّى عام 1936، وهي من مؤسسي المركز الوطني للسلام في 13 أغسطس عام 1936م، وفي يناير 1937 حضرت مع رئيس الحزب الشيوعي كو بيوزميكر ورئيس نقابة السكك الحديدية ناثان ناثيانس، مؤتمرًا دوليًّا في باريس لتقديم المعونة إلى جمهوريّة إسبانيا.
وفي عام 1937 التقت ماير بهانس إبيلينغ، الذي أصبح فيما بعد صديقها لحميم، ولقد لعبت سلمى ماير والمكتب الهولندي للطباعة دورًا مهمًّا في نشر مجلة كاميرادشافت التي ألفها إيبلينج وثيو هيسبرز. كما أنها دعمت كاميرادشافت ومنشورات أخرى لإيبلينج وهسبريس ماليًّا. وبالإضافة إلى ذلك، كانت مسؤولة عن مكتب الطباعة في هولندا، الذي قامت أيضا باستغلاله واستخدامه لخدمة نشاطها وكان يوظّف النساء فقط. تمت طباعة مجلّة كاميرادشافت في مكتب هولندا للطباعة في أمستردام. وفي نهاية عام 1939، كانت سيلما ماير شخصية رئيسية في 'سوندرفندسليستي' بقلم 'أبوهر ويلهلمشافن'. وكان من المقرر تعقب الأشخاص المدرجين في القائمة واستجوابهم مباشرة بعد الغزو الألماني لهولندا.
في أبريل 1940 أصيبت ماير بالمرض. في الوقت الذي غزت فيه القوات الألمانية هولندا في 10 مايو 1940، كانت قد سافرت إلى زيلاند للعلاج، ومن هناك هربت إلى فرنسا. وبسبب مخاوف والدتها وموظفيها في مكتب هولندا للطباعة، عادت ماير إلى أمستردام وانضمت إلى المقاومة الهولندية. في 26 أكتوبر 1940 تم القبض عليها. بعد أن تم استجوابها في أمستردام ولاهاي، نُقلت ماير إلى برلين في منتصف نوفمبر لاستجوابها من قبل الجستابو في سجن برلين موابيت. في يناير 1941، أصيبت ماير بالتهاب الصفاق ونُقلت إلى المستشفى اليهودي في برلين (بالألمانية: Jüdisches Krankenhaus der Gemeinde zu Berlin. ) وتوفيت هناك بعمر 50 عامًا بسبب المضاعفات التي حدثت لها بعد الجراحة. ودفنت في قبرٍ خالٍ من العلامات في مقبرة ويسنسي في برلين.